# Fanzor
Fanzor (Fz) ist der Name einer Gruppe von eukaryotischen RNA-gesteuerten DNA-Endonukleasen. Im Gegensatz zu dem in seiner Funktion ähnlichen CRISPR/Cas-System ist Fanzor in Pilzen, Pflanzen und einfacheren Tieren vorhanden, also in Zellen mit einem Zellkern. Evolutionsbiologisch ist es dem Menschen daher näher.

## Vorkommen
RNA-gesteuerte Systeme, die die Komplementarität zwischen einer Leit-RNA und Ziel-Nukleinsäuresequenzen zur Erkennung genetischer Elemente nutzen, spielen bei biologischen Prozessen von Prokaryoten und Eukaryoten eine zentrale Rolle. So sorgen beispielsweise die prokaryotischen CRISPR-Cas-Systeme für eine adaptive Immunität von Bakterien und Archaeen gegen fremde genetische Elemente. Cas-Effektoren wie Cas9 und Cas12 führen eine RNA-abhängige DNA-Spaltung durch. Fanzor 1 und 2 sind verwandt mit TnpB, einem Effektor des prokaryotischen RNA-gesteuerten Systems OMEGA, und kommen natürlich in manchen Transposons und dsDNA-Viren vor, die wiederum in Eukaryoten auftreten.

## Anwendung
Das Fanzor-System bietet eine weitere Möglichkeit, präzise Veränderungen in tierischen Zellen vorzunehmen. Mit Fanzor können DNA-Abschnitte aus dem Erbgut herausgeschnitten (deletion) oder eingesetzt (insertion) werden. Fanzor soll dabei zwar weniger effektiv als CRISPR aber deutlich präziser sein. Fanzor kann bereits vorhandene Genom-Editing-Werkzeuge potenziell ergänzen. Durch die größere evolutionäre Nähe zum Menschen besteht die Hoffnung, dass Fanzor leichter in menschliche Zellen geschleust werden kann als die CRISPR/Cas-Methode. Dies könnte neue Therapiemöglichkeiten eröffnen.

## Entdeckung
Eine Arbeitsgruppe um Feng Zhang am Broad Institute an der Harvard University entdeckte Fanzor zunächst in Algen, Amöben, Pilzen und einer Venusmuschel. Damit wurde erstmals ein erbgutschneidender Mechanismus in einem Tier entdeckt. Durch eine gentechnische Veränderung des Fanzor-Gens aus dem Pilz Spizellomyces punctatus (Chytridiomycetes) ist es dem Team bereits gelungen, die Aktivität des Fanzor-Proteins zu erhöhen und seine Leistungsfähigkeit zu verbessern. Die Arbeitsgruppe veröffentlichte ihre Ergebnisse im Juni 2023 in Nature.